# Secció de bàsquet de l'Atlètic de Madrid
La secció de bàsquet de l'Atlètic de Madrid fou un club de basquetbol espanyol de la ciutat de Madrid. Fou una de les seccions esportives que ha tingut el Club Atlético de Madrid durant la seva història.
La història de la secció de bàsquet de l'Atlètic de Madrid ha tingut una vida discontinua amb el pas dels anys. La primera aparició del club la trobem l'any 1922 quan un argentí que s'havia traslladat a Madrid, anomenat Ángel Cabrera, creà un club per poder practicar el basquetbol. Fou el primer club de bàsquet creat a Madrid. L'existència d'aquest Athletic Club de Madrid només durà un any, i Cabrera impulsà la creació d'altres clubs a la capital com foren l'Standard, el Reial Madrid i l'Olimpia.
La secció de l'Atlètic reaparegué el 1932, participant en el 3r campionat Regional Centre. El club acabà en darrera posició i la secció fou suprimida immediatament. L'any 1941 s'intentà recrear la secció de nou, aquest cop amb el nom d'Atlético Aviación. El club participà en el II trofeu Gol Diario Deportivo el novembre de 1941, i la temporada 1942-43 participà en el Campionat de Castella, descendint a segona i tornant a desaparèixer. L'any 1952 el club tornà a posar en marxa la secció de basquetbol, coincidint amb les noces d'or del club matalasser. El club es classificà segon al campionat de Castella i arribà a semifinals del campionat d'Espanya. Un com més, finalitzada la temporada, es va suprimir la secció.
Van haver de passar prop de 30 anys per que arribés un nou intent de ressuscitar la secció. La temporada 1983-84 l'Atlètic comprà la plaça a Primera B d'un club anomenat Fortuna que acabava de desaparèixer. L'equip acabà tercer i aconseguí ascendir a l'ACB. Però el club no va poder afrontar la inversió econòmica que suposava l'ACB i va vendre la plaça al CB Collado Villalba. L'any 1989 adquirí els drets del CB Oviedo a primera divisió, la segona categoria del bàsquet espanyol. La temporada fou un desastre i el club va perdre la categoria al final de la temporada. Però el club presidit per Jesús Gil aconseguí la fusió amb el Club Baloncesto Collado Villalba, que encara jugava a l'ACB, esdevenint Atético de Madrid-Villalba. Es formà un bon equip amb jugadors com Walter Berry i Shelton Jones, acabant la lliga en una meritòria setena plaça i aconseguint plaça per jugar la Copa Korac europea. Però sorgiren problemes entre Jesús Gil i el batlle de Villalba, que provocaren que s'acabés la relació entre Atlètic i Collado Villalba l'any 1991. Fou el sisè i darrer intent de crear una secció de basquetbol al club madrileny.

## Pavellons
- Camp del carrer O'Donnell (1922-23)
- Camp del club América (1941-43) (carrer Espronceda)
- Frontó Fiesta Alegre (1952-53)
- Pavelló de Vallehermoso (1983-84)
- Poliesportiu d'Arganzuela (1989-90) proper a l'Estadi Vicente Calderón
- Pavelló Municipal de Collado Villalba (1990-91)